# Slim Summerville

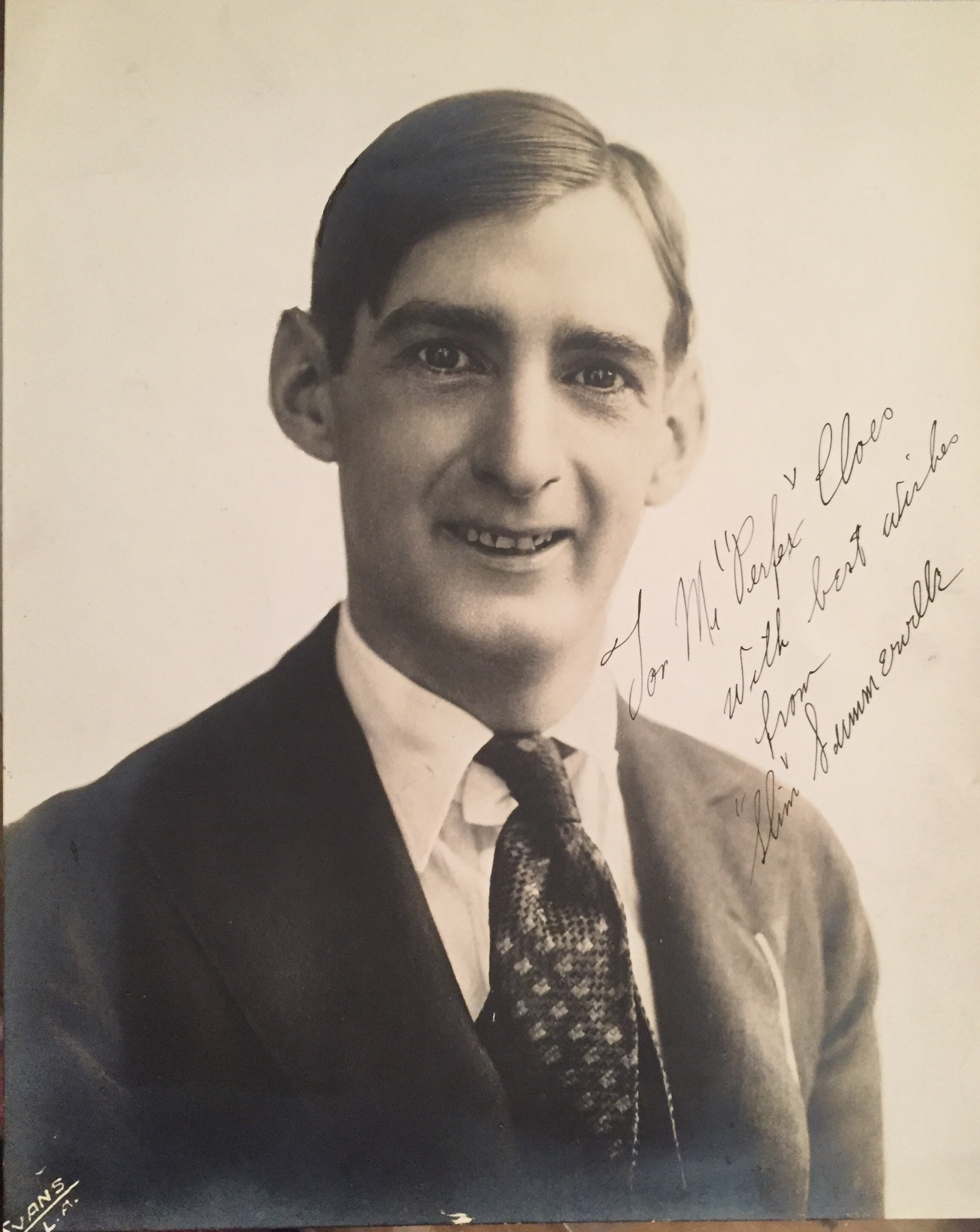
Slim Summerville (1918)

Slim Summerville (eigentlich George Joseph Somerville; * 10. Juli 1892 in Albuquerque, New Mexico, USA; † 5. Januar 1946 in Laguna Beach, Kalifornien) war ein US-amerikanischer Schauspieler, Komiker und Regisseur. Während der Stummfilmzeit war er in zahlreichen Kurzfilmkomödien zu sehen und konnte seine Karriere beim Tonfilm als Charakterdarsteller fortsetzen.

## Leben

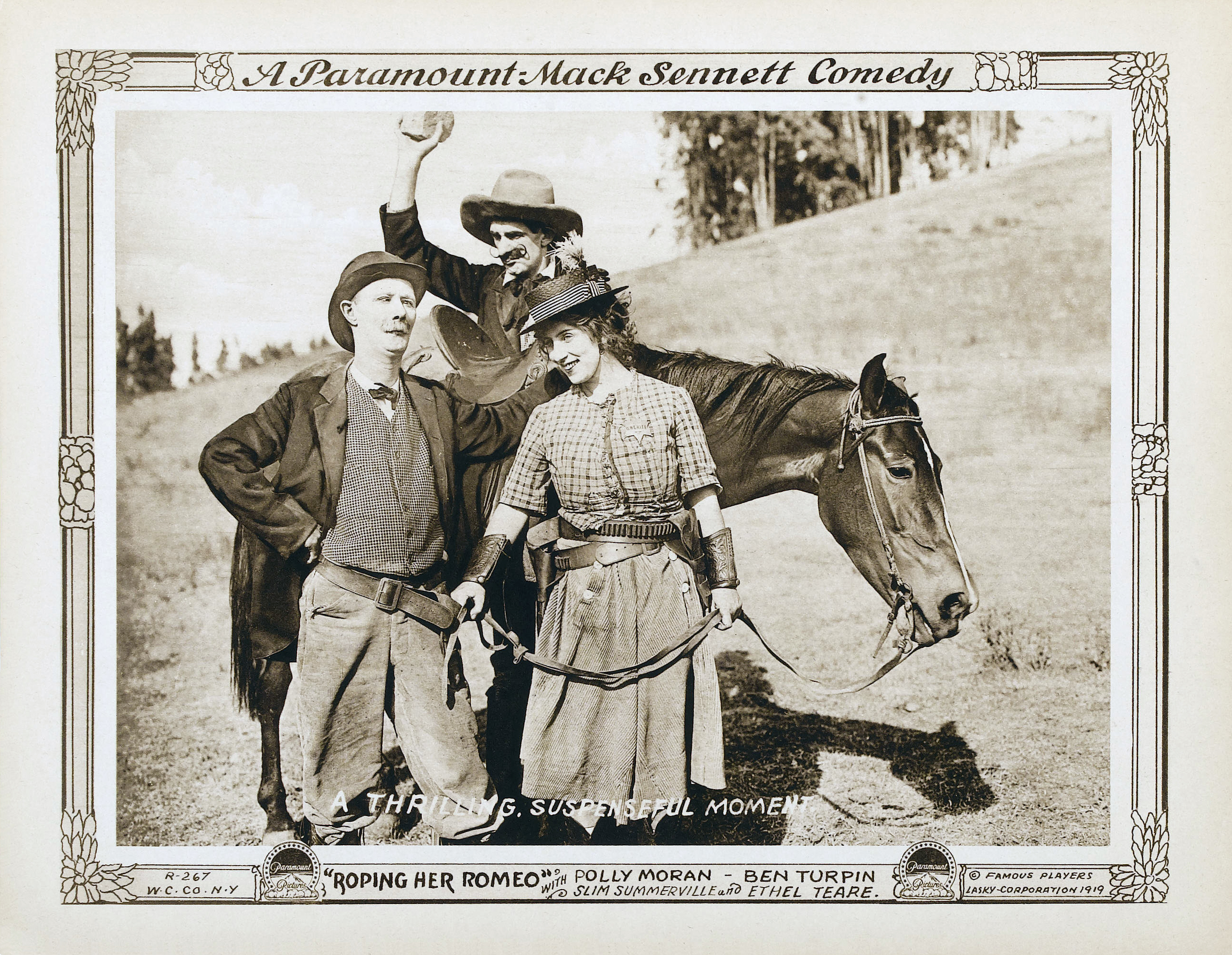
Slim Summerville (auf dem Pferd) mit Polly Moran und Ben Turpin auf einer Lobbykarte für den Film Roping Her Romeo (1917)

George „Slim“ Summervilles Mutter starb, als er fünf Jahre alt war. Das ständige Umherreisen der Familie von New Mexico über Kanada nach Oklahoma ermöglichte ihm nur marginale Schulbildung. Als Jugendlicher riss er von zuhause aus und schlug sich mit diversen Jobs durch. Mit 18 Jahren verschlug es ihn nach Los Angeles, wo er in einer Billardhalle arbeitete, als er von Edgar Kennedy aufgegriffen wurde.
Kennedy erkannte Summervilles komisches Potential und brachte ihn zu Mack Sennett und dessen gerade gegründeten Keystone Studios. 1912 begann Summerville dort seine Filmkarriere als Keystone Cop und stieg mit der Zeit vom Statisten (neben Charlie Chaplin, Mabel Normand, Fatty Arbuckle etc.) zum Hauptdarsteller auf. Mit seiner schmalen, schlaksigen Gestalt, der (damals) auffälligen Körpergröße von 1,89 m und seinem von einer großen Nase und traurigen Äuglein dominierten Gesicht war er von Natur aus komisch. 1918 verabschiedete er sich von Sennett und war anschließend zumeist für Fox und Universal tätig. Dort führte Summerville in den 1920er Jahren auch Regie bei über 60 Kurzfilmproduktionen, deren Stars unter anderem er selbst, Clyde Cook oder Arthur Lake (der spätere Dagwood in der Blondie-Filmserie) waren. 
Ab 1927 wurde Summerville als Komiker vermehrt in Langfilmen eingesetzt und auch der Übergang zum Tonfilm bereitete ihm im Gegensatz zu anderen Stummfilmkomikern keine Probleme. Ab den frühen 1930er Jahren bildete er in mehreren Filmen ein exzellentes komisches Duo mit ZaSu Pitts. Der Komiker konnte auch in ernsten Genres als Charakterdarsteller überzeugen, so zum Beispiel als Soldat Tjaden im Antikriegsfilm-Klassiker Im Westen nichts Neues (1930) und der Fortsetzung The Road Back (1937), beide basierend auf Werken von Erich Maria Remarque. Seine Spezialität blieb die Rolle des „comic relief“, beispielsweise auch im Western Jesse James, Mann ohne Gesetz (1939). In Charlie Chan in Reno (1939) gab er als unfähiger, aber umso mehr von sich überzeugter Sheriff einen der denkwürdigsten Gegenspieler des titelgebenden orientalischen Detektivs. Insgesamt spielte er bis in sein Todesjahr in rund 215 Filmen.
Summerville war zweimal verheiratet, von 1927 bis 1936 mit Gertrude M. Roell und von 1937 bis zu seinem Tod mit Eleanor Brown. Seinen Sohn Elliott George hatte er 1932 mit seiner ersten Ehefrau adoptiert. Summerville starb 53-jährig nach zwei Schlaganfällen. Er hat einen Stern auf dem Hollywood Walk of Fame (6409 Hollywood Boulevard).

## Filmografie (Auswahl)
- 1914: Tillies gestörte Romanze (Tillie‘s Punctured Romance)
- 1926: Der Schrecken von Texas (The Texas Streak)
- 1927: Der Bettelpoet (The Beloved Rogue)
- 1927: Der Chinesenpapagei (The Chinese Parrot)
- 1927: Der Überfall in der Silberschlucht (The Denver Dude)
- 1929: Die letzte Warnung (The Last Warning)
- 1929: Der Cowboy-König von Chicago (King of the Rodeo)
- 1930: Der Jazzkönig (King of Jazz)
- 1930: Im Westen nichts Neues (All Quiet on the Western Front)
- 1930: Ein Mann für sie (Her Man)
- 1931: The Front Page
- 1931: The Bad Sister
- 1932: Air Mail
- 1935: The Farmer Takes a Wife
- 1936: Shirley Ahoi! (Captain January)
- 1936: Fünflinge (The Country Doctor)
- 1937: Der Liebesreporter (Love is New)
- 1938: Shirley auf Welle 303 (Rebecca of Sunnybrook Farm)
- 1939: Jesse James, Mann ohne Gesetz (Jesse James)
- 1939: Charlie Chan in Reno
- 1941: Überfall der Ogalalla (Western Union)
- 1941: Tabakstraße (Tobacco Road)
- 1941: Niagara Falls
- 1941: Miss Polly
- 1946: The Hoodlum Saint